# Tarun
Le Tarun est un cours d'eau du département du Morbihan en région Bretagne. Long de 20,7 km, c'est un affluent de l'Ével, donc un sous-affluent du Blavet.

## Géographie
Le Tarun prend sa source à la limite des communes de Bignan et de Moréac, à 120 m d'altitude. 
Il se dirige vers le sud-ouest et traverse Locminé, puis s'oriente vers l'ouest. Il passe par Plumelin et La Chapelle-Neuve avant de confluer avec l'Ével au sud-est de Baud, à 31 m d'altitude. 

### Bassin versant
Son bassin versant a une superficie de 103 km2.

## Affluents
Son principal affluent est le Kervihan, 3,9 km.

## Aménagements et écologie

### Pêche
Le Tarun est riche en truites.